# Borowiec (gmina Sulęczyno)
Borowiec (dodatkowa nazwa w j. kaszub. Bòrówc) – wieś w Polsce, w województwie pomorskim, w powiecie kartuskim, w gminie Sulęczyno.
Miejscowość leży na Pojezierzu Kaszubskim. Wchodzi w skład sołectwa Węsiory. 
Do 2023 miejscowość była częścią wsi Węsiory.
W latach 1975–1998 Borowiec administracyjnie należał do województwa gdańskiego.

## Z kart historii
Od końca I wojny światowej wieś znajdowała się w granicach Polski (powiat kartuski). Do 1918 roku obowiązującą nazwą niemieckiej administracji dla Borowca było Borowiec. Podczas okupacji niemieckiej nazwa Borowiec została przez nazistowskich propagandystów niemieckich (w ramach szerokiej akcji odkaszubiania i odpolszczania nazw niemieckiego lebensraumu) w 1942 r. zweryfikowana jako zbyt kaszubska i przemianowana na bardziej niemiecką - Borwiese. 